# 西阿舍 (堪薩斯州)
西阿舍（英語：West Asher）是位於美國堪薩斯州米切爾縣的一個鬼鎮。

## 歷史
西阿舍的郵政局於1878年設立，直到1888年結束營運。

## 地理
西阿舍所處的海拔為高於海平面460米（即1509英呎），而該地所採用的時區為UTC-6，即北美中部時區（CST）。同時該地設有夏令時間，為UTC-6調快一小時，即UTC-5（CDT）。